# 石田敦子 (毎日放送)
石田 敦子（いしだ あつこ、1966年6月8日 - ）は、毎日放送（MBS）の東京支社報道部記者で、元アナウンサー。

## 来歴・人物
- 岡山県岡山市出身。愛称「あっちゃん」。
- 岡山県立岡山芳泉高等学校から東京女子大学短期大学部へ進学後、文理学部日本文学科3年に編入学。大学生時代には、ラジオたんぱのラジオ番組『満載ラジオ555!』で金曜日のパーソナリティーを務めていた。
- 大学卒業後の1990年にアナウンサーとして、毎日放送へ入社した。同期入社のアナウンサーに、高井美紀や千葉猛がいる。
- 入社後は、テレビ番組『新・たかじんが来るぞ』、『あどりぶランド』、ラジオ番組『MBSヤングタウン』（火曜）などに出演。『ビッグモーニング』（中継リポーター）や『ジャングルTV 〜タモリの法則〜』（アシスタント）など、JNN系列の全国ネット番組にも登場していた。その後『ちちんぷいぷい』などにも出演。自身の希望から、2003年の人事異動で東京支社テレビ編成部へ転じたのを機に、アナウンス業務を離れた。
- アナウンサー時代の1991年10月から1992年3月までは、MBSラジオの『MBSヤングタウン』（日曜版）で、明石家さんまのアシスタントを務めた。
- テレビ編成部員としては、東京で制作したMBS発全国ネット番組（『世界バリバリ★バリュー』『明日使える心理学!テッパンノート』『イチハチ』など）を中心に、宣伝（編成）業務へ携わっていた。その一方で、同部に在籍したまま、ドキュメンタリーシリーズ『映像』、単発のドキュメンタリー番組、『ちちんぷいぷい』内で石田英司が長らく進行していたドキュメンタリー特集において不定期でナレーションを担当。毎日放送にとどまらず、『NEWS23』や『報道特集』（いずれも全国ネット）など、系列のTBSが制作する報道番組でもナレーターとして重用されている。
- 2010年9月15日にMBSラジオで放送された『RadioNews たね蒔きジャーナル』では、アナウンサー時代の先輩でもある水野晶子の代理として、東京支社のスタジオから7年振りに生放送番組の進行役を務めた。現在でも、MBSラジオの放送開始前の試験電波放送アナウンスで、ナレーション音源が使用されている。
- 2011年7月以降は、東京支社のテレビ編成部に在籍したまま、担当を番組宣伝から番組の企画・プロデュースに変更。同年10月から2016年6月までは、TBSテレビとの共同制作で始まった全国ネット番組『サワコの朝』でチーフプロデューサーを務めていた。その一方で、2014年度には、日本女性放送者懇談会の会長を務めた[2]。
- 東京支社で長らく編成・制作畑を歩んできたが、「現場に戻りたい」との意向から、2017年7月に同支社の報道部へ異動。アナウンサー時代の後輩で解説委員の三澤肇とともに、国政担当の記者として再スタートを切った[1]。
- 2017年10月5日から、『ちちんぷいぷい』の木曜日で、「石田敦子のニュース百景」という検証取材コーナー[3]を担当。「毎日放送　東京報道部記者」という肩書で、アナウンサー時代以来15年振りに、同番組へのレギュラー出演を再開した。
- 2019年3月14日に「石田敦子のニュース百景」が終了してからは、国政関連の取材活動に軸足を置きつつ、ドキュメンタリー番組のナレーターも随時担当。同年9月5日からは、「アツコの夜」と称して『あどりぶラヂオ』（MBSラジオの深夜番組）のパーソナリティも不定期で務めていた。
- 毎日放送が2022年6月から収録番組のチェック体制を大幅に見直したことを受けて、同年8月からは、東京支社での記者職と並行しながら支社制作番組（『所さんお届けモノです!』など）のアドバイザーを本社の総合編成局から委嘱されている。

## 出演番組

### 現在
MBSラジオの生ワイド番組で国政関連の取材リポート、前述した『映像』シリーズでナレーションを随時担当。テレビでは、芸能人に関連する事件などのリポートを、東京から『よんチャンTV』（平日夕方の関西ローカル向け生放送番組）へ随時送っている。

### 過去

#### アナウンサー時代

##### テレビ
- 関西学生アメリカンフットボールリーグハイライト
  - 毎日放送への入社後初めてのレギュラー番組で、1990年度から1993年度までリポーターを担当。
- ちちんぷいぷい
  - 関西ローカルで放送を開始した1999年10月から2002年まで、レギュラーアナウンサーの1人として、生中継のリポートなどを担当していた。
  - 2017年10月5日から2019年3月14日までは、東京報道部の記者として、「石田敦子のニュース百景」でロケ・生中継による検証リポートや、取材VTR・アーカイブVTRのナレーターを担当していた。
- ジャングルTV ～タモリの法則～（全国ネット、「巷の法則」進行役）
- ビッグモーニング（全国ネット、中継リポーターとして出演）
- 高校ラグビーハイライト（当時全回全国ネット、司会進行役）
- あどりぶランド
- 新・たかじんが来るぞ
- レインボー（木曜）
- 私立板東学園
- 暮らしカルマガジン みかさつかさ（初代アシスタント）
- GET!

##### ラジオ
- MBSヤングタウン
- すみからすみまで角淳一です
- 仲田幸司のスポーツアイランド
- 板東英二金曜生BANBAN
- なにはなくとも野村啓司です
- ヤンタンミュージックネトランジェ（金曜）
- パラダイス’80ほか

#### 東京支社記者時代

##### ラジオ
- あどりぶラヂオ
  - 毎日放送東京支社ラジオスタジオからの生放送方式で、2019年9月5日未明放送分から、不定期でパーソナリティを務めていた。

## 編成部員時代の担当番組
- サワコの朝 (TBSとの共同制作番組、チーフプロデューサー)

以下はいずれも東京支社制作の全国ネット番組で、編成・広報業務を担当。
- 歌う!人生ゲキジョー
- 情熱大陸
- 世界バリバリ★バリュー
- 明日使える心理学!テッパンノート
- イチハチ
- 爆笑学園ナセバナ〜ル!
- 世界の日本人妻は見た!
- プレバト!!